# Метель

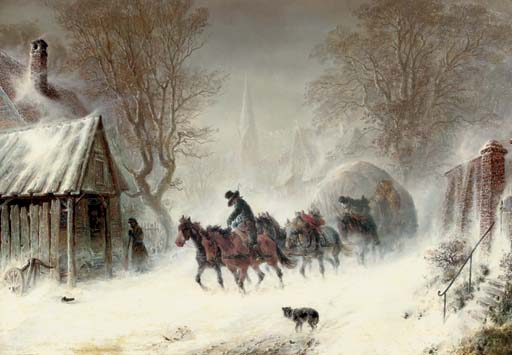
Наперекор метели
Герман Кауфман-старший (1808—1889)

Мете́ль (буран, вьюга, снежная буря, пурга) — перенос сильным приземным ветром падающего и/или выпавшего ранее снега.
На официальных метеорологических станциях отмечают:
- позёмок,
- низовую метель,
- общую метель.

Позёмок — перенос снега ветром с поверхности снежного покрова в слое высотой 0,5—2 м, не приводящий к заметному ухудшению видимости (если нет других атмосферных явлений — снегопада, дымки и т. п. — горизонтальная видимость на уровне 2 м составляет 10 км и более). Может наблюдаться как в малооблачную погоду, так и при снегопаде. Возникает обычно при сухом несмёрзшемся снежном покрове и скорости ветра 5—6 м/с и более.
Низовая метель — перенос снега ветром с поверхности снежного покрова в слое высотой несколько метров с заметным ухудшением горизонтальной видимости (обычно на уровне 2 м она составляет от 1 до 9 км, но в ряде случаев может снижаться до нескольких сотен метров). Вертикальная видимость при этом вполне хорошая, так что возможно определить состояние неба (количество и форму облаков). Как и позёмок, может наблюдаться как в малооблачную погоду, так и при снегопаде. Возникает обычно при сухом несмёрзшемся снежном покрове и скорости ветра 7—9 м/с и более. Сильную низовую метель также называют пурга.
Общая метель — интенсивный перенос снега ветром в приземном слое атмосферы, достаточно развитый по вертикали, так что невозможно определить состояние неба (количество и форму облаков) и невозможно установить, выпадает снег из облаков или переносится только снег, поднятый с поверхности снежного покрова. Горизонтальная видимость на уровне 2 м обычно составляет от 1—2 км до нескольких сотен и даже до нескольких десятков метров. Возникает обычно при сухом несмёрзшемся снежном покрове и скорости ветра 10 м/с и более. Особенно сильную общую метель в разных районах некоторых стран называют буран.
Сильные потоки ветра, при котором снег поднимается и кружится в воздухе, называются вьюга. Перед метелью или после неё (при ослаблении ветра), а также при отдалённой метели, когда поднятые в воздух частицы снега переносятся ветром на большое расстояние, может наблюдаться снежная мгла.
Некоторые авторы относят к метели перенос ветром снега, выпадающего из облаков, и ещё не коснувшегося земной поверхности. Они выделяют так называемую верховую метель — снегопад при ветре, когда снежинки движутся вместе с потоком воздуха до момента касания ими земной поверхности, где они остаются лежать неподвижно. На официальных метеостанциях верховая метель не отмечается.
| Город                    | Среднегодовое число дней с метелью |
| ------------------------ | ---------------------------------- |
| Петропавловск-Камчатский | 38                                 |
| Мурманск                 | 37                                 |
| Ханты-Мансийск           | 35                                 |
| Казань                   | 31                                 |
| Омск                     | 29                                 |
| Екатеринбург             | 24                                 |
| Оренбург                 | 22                                 |
| Томск                    | 20                                 |
| Сыктывкар                | 18                                 |
| Владивосток              | 15                                 |
| Самара                   | 15                                 |
| Воронеж                  | 15                                 |
| Хабаровск                | 14                                 |
| Архангельск              | 13                                 |
| Москва                   | 11                                 |
| Иркутск                  | 10                                 |
| Санкт-Петербург          | 6                                  |
| Ростов-на-Дону           | 5                                  |
| Астрахань                | 2                                  |
| Якутск                   | 2                                  |

Аналогом низовых метелей могут служить пыльные бури. Более того, в засушливых, но холодных в зимнее время районах, возможны своеобразные снежно-песчаные позёмки и даже бури, при которых пыль и песок переносятся вместе с сухим снегом.

## Интенсивность метели
Интенсивность метели зависит от скорости и турбулентности снеговетрового потока, интенсивности снегопада, формы и размеров частиц снега, температуры и влажности воздуха. Общий твёрдый расход метели равен массе снега, переносимой через один метр фронта снеговетрового потока вдоль поверхности земли в течение 1 секунды. По максимальному снегопереносу выделяют следующие виды метелей.
| Интенсивность | Скорость ветра, м/с | Максимальный снегоперенос, кг/(м·с) |
| слабая        | 6—10                | до 0,2                              |
| обычная       | 10—20               | до 0,4                              |
| сильная       | 20—30               | до 1,2                              |
| очень сильная | 30—40               | до 2,0                              |
| сверхсильная  | 40—90               | более 2,0                           |

В отечественной научной литературе для обозначения интенсивной низовой метели при сильном морозе иногда используют англоязычный термин близзард. В Канаде под этим понимается низовая или общая метель со скоростью ветра 40 км/ч и более, видимостью менее 1 км, температурой ниже -25  °C и продолжительностью более 4-х часов. В США это означает низовую метель с устойчивой скоростью ветра 56 км/ч, видимостью 400 м и менее, продолжительностью 3 часа и более. В Великобритании под этим термином подразумевается снегопад средней или сильной интенсивности в сочетании с ветром со средней скоростью 48 км/ч и видимостью 200 м.

## Насыщенные и ненасыщенные метели
Низовые метели могут быть насыщенными или ненасыщенными, в зависимости от того, переносит ли ветровой поток то количество снега, которое соответствует его максимальной транспортирующей способности. Общий твёрдый расход насыщенной низовой метели ({\displaystyle Q,} кг/(м·с) в зависимости от скорости ветра на высоте 10—15 м ({\displaystyle U_{f},} м/с) можно приближённо описать формулой:
{\displaystyle Q=0,0077(U_{f}-5)^{3}.}

## Движение метелевых снежинок
Движение метелевых снежинок при низовой метели происходит тремя способами:
- влечение вдоль поверхности снежного покрова, льда или земли, когда они перекатываются на поверхности, отрываясь от неё лишь иногда и кратковременно;
- сальтация, когда снежинки подскакивают сперва почти вертикально, а затем снижаются по пологой кривой. При этом одна летящая частица способна оторвать от поверхности несколько других, что ведёт к насыщению снеговетрового потока;
- витание (диффузия), когда снежинки, сорванные со снежного покрова, взвешиваются ветром и поднимаются высоко над поверхностью.

В общей метели действуют все три способа переноса одновременно с падением атмосферных снежинок.

## Процессы в метелях
- Метель формирует рельеф снежного покрова. При слабых метелях возникает снежная рябь, наподобие ряби песчаных барханов и песчаных отмелей. При усилении ветра появляются снежные барханы, волны и гряды, медленно перемещающиеся по ветру. Эти формы сами влияют на структуру снеговетрового потока.
- Во время метелей перенос пара и тепла в снежном покрове происходит в десятки раз сильнее, чем при их отсутствии. Когда поверхность снежного покрова холоднее нижележащего снега, перенос пара в нём идёт снизу вверх, пар кристаллизуется в верхних слоях и поверхность снега быстро твердеет и упрочняется.
- В самом снеговетровом потоке резко возрастает испарение (возгонка) метелевых частиц. Это происходит оттого, что поверхность каждой летящей частицы открыта со всех сторон и обдувается ветром; даже в самом насыщенном приземном слое метели, а тем более выше, частицы достаточно разобщены и благодаря сильному турбулентному перемешиванию воздуха получают тепло, затрачиваемое на испарение. Метелевое испарение снега ограничивает предельную дальность его переноса, то есть расстояние, на котором снеговетровой поток полностью обновляется снегом. Оно ограничивает и высоту слоя диффузии снега во время метелей. Дальность переноса зависит от скорости ветра, температуры, дефицита влажности воздуха, размера частиц. Расстояние, которое могут преодолевать метелевые частицы, прежде чем они совсем испарятся, варьирует от сотен метров до десятков км (на европейской территории России 1,5—2 км, а в Антарктиде — до 10—20 км и более).
- При дроблении и разъединении снежинок в снеговетровом потоке происходит метелевая электризация снега[5]. Максимальные заряды метелевых частиц, отнесённые к их массе, равны 0,2 нКл/мг. Напряжённость электрического поля, вызванного метелями, может достигать 6—10 кВ/м и даже более. В связи с этим при метелях часто наблюдаются электрические разряды и световые эффекты. Особо большие градиенты электрического потенциала возникают при сильных общих метелях, низких температурах и сухом снеге. В результате появляются радиопомехи, падают электроизоляционные свойства воздуха, растёт опасность пробоя в высоковольтных установках и линиях электропередачи.

## Зоны разгона и отложения
В области действия метели можно найти места, откуда начинается перенос снега. Обычно это леса, овраги, русла рек и другие препятствия, лежащие на пути ветра. На некотором расстоянии от них в воздушном потоке почти нет снега. Здесь находится зона разгона метели, где снеговетровой поток постепенно насыщается снегом. Длина зоны разгона зависит от пересечённости рельефа, наличия небольших препятствий, скорости ветра, состояния снежного покрова и времени действия метели, и варьирует от нескольких метров до нескольких километров. Таким образом в зоне разгона действует ненасыщенная метель, которая выметает на своём пути весь снег, поддающийся сдуванию. В этой зоне возникают такие формы снежного микрорельефа, как заструги и ветровые борозды. Именно эти места удобны для прокладки дорог, которые не будут заноситься снегом.
Как только снеговетровой поток оставляет позади зону разгона метели, он при малейшей возможности начинает отлагать снег. Этому способствуют неровности рельефа и шероховатость поверхности, любые преграды и заросли на пути метели, сами колебания скорости ветра. Здесь возникают сугробы и снежные заносы.
В связи с этим существует практическая задача снегорегулирования, то есть искусственного управления ветровым перераспределением снега. Оно требуется, с одной стороны, для защиты дорог и других объектов от снежных заносов, а с другой, для удержания снега от сноса ветром на полях и его накопления, чтобы увеличить запасы воды в почве и утеплить зимующие растения.

## Как отличить низовую метель от общей
При сильном ветре, когда снег несётся выше наблюдателя, бывает трудно отличить низовую метель от общей. Но есть несколько отличительных признаков.
- Общая метель чаще бывает при циклонической погоде, а низовая — при антициклонической.
- При общей метели снежинки сохраняют свою первоначальную форму, а при низовой — несутся уже их обломки.
- При общей метели её интенсивность мало зависит от рельефа, а при низовой — количество переносимого снега определяется характером подстилающей поверхности.
- При общей метели отложение снега мало зависит от скорости ветра, а при низовой — определяется изменчивостью ветра.
- При общей метели образуются толстые слои однородного снега небольшой плотности, при низовой — снег отлагается неравномерно, с разной, иногда очень высокой, плотностью.
- В снеге, отложенном общей метелью, размер снежных частиц составляет 0,25—0,35 мм, а при низовой — 0,1—0,2 мм.

## Народные названия
В обыденной речи и художественной литературе можно встретить такие многообразные названия метели: снежная буря, вьюга (сильная, как правило, низовая метель), метелица, метуха, заметель, буран (сильная общая метель в степи при низкой температуре), бурга (эвенк.), вея, веялица, ворогуша (метель с ураганом), голомяно (вьюга, зимнее ненастье), деруга, дерунья, заверть, завива, заверуха, завитуха, заволока (сильная метель), завороха, кича, крутень, крутелица, куга, кура (позёмок, метель), курга, курева, куревуха, курень, курта, кутерга, кутерьма, кутельга, кутельма, кутельба, кутёха, кутига, кутиловка, кутиха, кутня, пурга, пурдега, путерьга, рям, сипуга (резкий ветер с колючим снегом), судра, фурта, фортуна, хвилюга, хивус, чапкын, чигер, чистяк (низовая метель), чичер (резкий ветер с мокрым снегом).
Позёмку иногда называют: волокуша, заметь, куреха, позёмица, поземь, понизовка, поносуха, поползуха, сипуга, сипуха, тащиха, тягуша.
В научной литературе данные термины не употребляются.